# Rizzieri Rodeghiero
Rizzieri Rodeghiero, detto Rode (Zugliano, 5 dicembre 1919 – Bassano del Grappa, 12 gennaio 1996), è stato un fondista e combinatista nordico italiano.

## Biografia
Nato nel 1919 e soprannominato Rode, a 12-13 anni iniziò a praticare lo sci di fondo, stesso sport del fratello maggiore Cristiano Rodeghiero, anche lui partecipante alle Olimpiadi di Sankt Moritz 1948.
A 28 anni prese parte ai Giochi olimpici di Sankt Moritz 1948, sia nello sci di fondo che nella combinata nordica. Nel primo sport partecipò alle gare di 18 km e staffetta 4x10 km, terminando rispettivamente 30º in 1h24'12" e 6º in 2h51'00", insieme a Severino Compagnoni, Silvio Confortola e Vincenzo Perruchon. Nella combinata nordica concluse invece 15º con 388.80 punti.
Ai campionati italiani di sci di fondo vinse 3 ori e 3 argenti tra 18 e 50 km, mentre a quelli di combinata nordica 4 ori e 1 argento nell'individuale.
Dopo il ritiro dall'attività agonistica fu tecnico federale e fondò un'azienda di scioline.
Morì nel gennaio 1996, a 76 anni.